# Пам'ятник Воїнам-інтернаціоналістам (Кропивницький)

Пам'ятник Воїнам-інтернаціоналістам в Кропивницькому

Пам'ятник Воїнам-інтернаціоналістам в Кропивницькому (існує офіційна назва: Пам'ятник Воїнам-інтернаціоналістам всіх поколінь Кіровоградщини) — пам'ятник у обласному центрі місті Кропивницькому на відзначення воїнів багатьох національностей, які брали участь, нерідко жертвуючи життями, у війнах ХХ століття.

## Загальні дані
Пам'ятник розташований у Молодіжному сквері на набережній Інгула між вулицями Великою Перспективною і Пашутинською.
Автори — архітектори О. Смуріков, А. Оболенський; скульптори І. Банін, Остап Ребманн (Львів-06.04.1957 - Гановер-14.03.2005)

## З історії
Пам'ятник Воїнам-інтернаціоналістам всіх поколінь Кіровоградщини встановлено й урочисто відкрито 1995 року.
Рішенням Кіровоградської ОДА № 250-р від 22 липня 1996 року пам'ятник взято на облік пам'яток міста.
Від встановлення і донині пам'ятник і сквер, у якому він розташований, є місцем відзначень чергових річниць виводу радянських військ з Афганістану, проведення антимілітарістських мітингів, зустрічей воїнів-афганців тощо.

## Опис
Пам'ятник — на честь воїнів-інтернаціоналістів усіх поколінь Кіровоградщини, тобто на відзначення учасників бойових дій у воєнних кампаніях ХХ століття загалом (Перша світова і Друга світова війни, війна в Афганістані 1979-1989 тощо).
Пам'ятник являє собою багатофігурний величний монумент — скульптурна група з 4 воїнів, що несуть скорботний вінок, виконана із залізобетону та міді, причому фігури понад у 2 рази більші за людський зріст (загальна висота скульптурної групи — 6 метрів), встановлена на гранітному постаменті заввишки 1,5 метри, доповненому східцями, бордюром і квітковими клумбами, а також викарбуваними у центральній частині постамента іменами полеглих місцевих воїнів-«афганців».	
Попри деяку диспропорцію пам'ятник з художньої точки є доволі цінним і виразним твором монументального мистецтва, і, безсперечно, крім того, що має соціальну й ідеологічну спрямованість, є окрасою сучасного Кропивницького.

## Джерело-посилання
- Список пам'яток археології, історії та монументального мистецтва [Архівовано 1 червня 2011 у Wayback Machine.] на Офіційний сайт Кіровоградської міської ради [Архівовано 15 грудня 2013 у Wayback Machine.]